# アマンダ・フィールディング
アマンダ・フィールディング（Amanda Feilding、1943年1月30日 - 2025年5月22日）、ウィームズとマーチ伯爵夫人は、イギリスの芸術家、科学者、薬物政策改革者。1998年に公益信託のベックリー財団を設立。これは、1)国際的な薬物政策に対する合理的で科学的根拠に基づく手法を推し進め、2)脳と認知における向精神薬の影響の先駆的な神経科学的および臨床的な研究を開始し、計画し、実行し、3)精神と身体の状態に対する治療、同様に、創造性と幸福を向上するための新しい道を探索するものである。

## 若年期と教育
幼い頃から意識の状態と神秘主義に興味を抱いていた。R.C.ゼーナー教授とともに比較宗教学と神秘主義を、アルバート・ホーラーニとともに古典アラビア語を、また彫刻を研究した。その後、変性意識状態、心理学、生理学、後に神経科学の研究に集中した。
1970年に自身に穿頭術を施した時の短いカルトな芸術映画『ハートビート・イン・ザ・ブレイン』（英語）を撮影し、悪評を得た。穿頭は、意識を変容させ高揚させるための様々な手法の効果についての探索の一環であった。
個人と社会の利益のために意識を変化させることに長い間関心を抱いてきた。瞑想から向精神薬の利用や穿孔術までの、意識変容のための異なる手法を調査した。

## ベックリー財団
ベックリー財団を通じて、大麻、MDMA、幻覚剤のような向精神薬を調査する科学的研究に関わった。
2007年のLSDの意識に対する研究は、1980年後半以降、LSDをヒトの被験者に作用させた最初のもののひとつであった。
他のサイケデリック研究計画の共同研究も行っている。以下が含まれる。依存症を克服する心理療法を補助の補助としての、シロシビンの利用の効果の調査。脳血流供給と古い記憶の想起におけるシロシビンやMDMAの影響を調査する一連の脳画像研究。使用者が有益さを感じる大麻の作用の根底にある神経生理学。創造的なプロセスにおける大麻の影響。大麻の異なる成分の作用や、精神保健におけるTHCとCBDの比率の重要性。
彼女が関与する現行の共同研究には、以下が含まれる。脳に対するLSDの影響を調査する初の脳画像研究。LSDと創造性との関連性における調査。再発性うつ病の治療におけるシロシビンの利用と効果の調査。ケタンセリンを用いたアヤワスカの作用する分子部位の調査。